# Eurymachos (Sohn des Hermes)
Eurymachos (altgriechisch Εὐρύμαχος Eurýmachos) ist eine Gestalt der griechischen Mythologie.
Er war laut einigen Scholiasten zu Homers Ilias der Sohn des griechischen Gottes Hermes sowie Vater der Eeriboia, der Stiefmutter der riesenhaften Aloiden.